# Chad Campbell
David Chad Campbell (* 31. Mai 1974 in Andrews, Texas) ist ein US-amerikanischer Profigolfer der PGA Tour.

## Werdegang
Er besuchte die University of Nevada in Las Vegas und wurde 1996 Berufsgolfer. Bis 2000 spielte Campbell auf der NGA Hooters Tour, einer regionalen Turnierserie der dritten Leistungsebene in den USA. Dort gewann er 13 Turniere und dreimal die Geldrangliste, bevor er 2001 die nächsthöhere Stufe – die Buy.com Tour – in Angriff nahm. Campbell holte sich mit drei Siegen die vorzeitige Spielberechtigung für die große PGA Tour und landete 2003 mit dem Gewinn der prestigeträchtigen Tour Championship seinen bislang wertvollsten Sieg, dem bis dato zwei weitere Titel folgten. Den ersten Major Sieg verpasste Campbell bei den PGA Championship 2003 am letzten Loch um einen Schlag, als Shaun Micheel mit einem Zauberschlag ein Birdie gelang.
Er spielte 2004, 2006 und 2008 im US-amerikanischen Team beim Ryder Cup.
Chad Campbell ist mit seiner Frau Amy verheiratet und hat seinen Wohnsitz in Lewisville, Texas.

## Turniersiege

### PGA Tour
- 2003 The Tour Championship
- 2004 Bay Hill Invitational
- 2006 Bob Hope Chrysler Classic
- 2007 Viking Classic

### Andere
- 1997–1999 fünf Siege auf der NGA Hooters Tour
- 2000 Silver Springs Shores, Emerald Lake GC, Gold Creek Resort, Oak Hills GC, Saddle Creek GC, Cobblestone GC, The Cape, Lost Key GC (alle NGA Hooters Tour)
- 2001 BUY.COM Richmond Open, BUY.COM Permian Basin Open, BUY.COM Monterey Peninsula Classic (alle Buy.com Tour)

## Teilnahmen an Teambewerben
- Ryder Cup: 2004, 2006, 2008 (Sieger)

## Resultate bei Major Championships
| Tournament        | 1999 | 2000 | 2001 | 2002 | 2003 | 2004 | 2005 | 2006 | 2007 | 2008 | 2009 |
| ----------------- | ---- | ---- | ---- | ---- | ---- | ---- | ---- | ---- | ---- | ---- | ---- |
| Masters           | DNP  | DNP  | DNP  | DNP  | CUT  | CUT  | T17  | T3   | CUT  | DNP  | T2   |
| US Open           | CUT  | CUT  | CUT  | DNP  | T35  | CUT  | T42  | CUT  | 57   | T18  | CUT  |
| Open Championship | DNP  | DNP  | DNP  | DNP  | T15  | CUT  | CUT  | 65   | CUT  | DNP  | CUT  |
| PGA Championship  | DNP  | DNP  | DNP  | CUT  | 2    | T24  | T28  | T24  | T57  | CUT  | T43  |

| Tournament        | 2010 | 2011 | 2012 | 2013 |
| ----------------- | ---- | ---- | ---- | ---- |
| Masters           | T45  | DNP  | DNP  | DNP  |
| US Open           | DNP  | CUT  | DNP  | DNP  |
| Open Championship | DNP  | T5   | T72  | DNP  |
| PGA Championship  | T62  | DNP  | DNP  |      |

DNP = nicht teilgenommen

CUT = Cut nicht geschafft

„T“ geteilte Platzierung

Grüner Hintergrund für Siege

Gelber Hintergrund für Top 10